# アーチーズ
アーチーズ（The Archies）は、アメリカ合衆国の架空バンド。

## 概要
モンキーズのプロデューサーを更迭されたドン・カーシュナーが企画して、1968年にCBSで放送開始したアニメ「アーチーでなくちゃ!（The Archie Show）」に登場する架空バンドとして描かれた。
ロン・ダンテなどの一流スタジオ・ミュージシャンが参加した。
代表曲は「シュガー・シュガー」（1969年、作詞・作曲：ジェフ・バリー、アンディ・キム）。バブルガム・ポップの傑作として高い評価を得る。